# Bahnhof Chipley
Der Bahnhof Chipley war ein Bahnhof im Fernverkehr und wurde zuletzt von Amtrak betrieben. Er befand sich in Chipley im Washington County, Florida.

## Geschichte
Chipley befindet sich an einer Bahnstrecke, die 1883 von der Pensacola and Atlantic Railroad erbaut wurde. 
Die Linienführung des von Amtrak betriebenen Fernreisezugs Sunset Limited, der 1971 eingeführt wurde und zunächst von Los Angeles nach New Orleans führte, wurde 1993 weiter über Chipley nach Jacksonville (später nach Miami und Orlando) verlängert. Nach den Auswirkungen des Hurrikans Katrina im August 2005 wurde die Linie jedoch wieder auf die ursprüngliche Strecke Los Angeles – New Orleans verkürzt. Der einzige Schienenverkehr besteht seitdem aus Gütertransporten, die von der Bahngesellschaft CSX Transportation durchgeführt werden.